# Minagrion canaanense
Minagrion canaanense – gatunek ważki z rodziny łątkowatych (Coenagrionidae). Występuje na terenie Ameryki Południowej.